# Костадинка Радкова
Костадинка Радкова (26 червня 1962) — болгарська баскетболістка.
Учасниця Олімпійських Ігор 1980, 1988 років.
Срібна призерка Олімпійських ігор 1980 року.